# Ooderella
Ooderella is een geslacht van vliesvleugeligen uit de familie Eupelmidae. De wetenschappelijke naam van dit geslacht is voor het eerst geldig gepubliceerd in 1896 door William Harris Ashmead.

## Soorten
Het geslacht Ooderella is monotypisch en omvat slechts de volgende soort:
- Ooderella smithii Ashmead, 1896